# فیشامند
فیشامند (به آلمانی: Fischamend) یک شهر در اتریش است که در ناحیه وین-اومگه‌بونگ واقع شده‌است. فیشامند ۵٬۳۴۸ نفر جمعیت دارد.